# Tito Martínez del Box
Tito Martínez Del Box (m. Buenos Aires, 6 de setembre de 1987) va ser un famós actor, humorista, libretista, conductor i director argentí nacionalitzat veneçolà.

## Carrera
Es va iniciar en teatre en l'obra de 1936, Los Bohemios, dirigida i protagonitzada per Mario Pugliese, junt amb l'orquestra d'Horacio Pettorossi i les cantants Susana Ortiz i Ana María Pugliese.
Va ser un pioner director i locutor de ràdio de programes orientats al periodisme esportiu i a l'entreteniment. Es va iniciar en la ràdio i la música en l'emissora Radio Brusa, com a executant del banjo dins de l'orquestra argentina New Jazz Band. CQuan l'orquestra va ser dissolta, va vendre el seu instrument i va pensar a no tornar al mitjà radial. No obstant això, com la seva residència es trobava a mitja quadra de l'emissora LRA Radi Nacional va poder convèncer a Jaime Yanquelevich per a transmetre partits de futbol, es va convertir en pioner d'aquesta activitat perquè va ser el primer periodista a realitzar la narració del primer partit de futbol argentí, transmès per ràdio, des de la pista i utilitzant la línia telefònica, partit disputat entre els equips Sportivo Barracas i Estudiantil Porteño.
La repercussió d'aquestes narracions va ser tal que Martínez del Box davant una mínima insinuació no va tenir cap inconvenient a començar a transmetre boxa, especialment els combats de l'ídol del moment, Justo Suárez i de Vittorio Venturi.
De la seva labor a la ràdio es recorda el programa còmic La Caravana del Buen Humor, que en 1944, es va dir La Gran cruzada del buen humor amb llibrets de Máximo Aguirre, junt amb Guillermo Rico, Zelmar Gueñol, Nelly Láinez, Juan Carlos Cambón, Rafael Carret i Jorge Luz.
En 1939 dirigí el programa Gran Pensión El Campeonato, emès per Radio Belgrano, amb llibrets d'Enrique Dátilo  i la participació d'Antonia Volpe ("Doña Asociación"), Félix Mutarelli ("Pedrín el Fainero"), Tino Tori ("Millonario"), Roberto Fugazot ("Don Lorenzo") i Zelmar Gueñol ("Académico García"). Aquest programa li va donar orígens a diversos cantants argentins com van ser Héctor Gagliardi. També va ser el creador del programa Domingos Federal i La cabalgata del humor.
En 1954 va crear per Radio Belgrano, el programa la Craneoteca de los genios, sota els llibrets del periodista, humorista i narrador uruguaià Arthur García Núñez "Winpi", junt amb Tincho Zabala, Marianito Bauzá, Raquel Simari, Bordignón Olarra i com a conductor Jorge Paz. Va ser el director del Primer Telenoticioso Argentino que va sortir a l'aire en 1954 per Canal 7 i conduït per Carlos D'Agostino. Inaugurà en 1956 el programa periodístic Canal 7 informa.
A Veneçuela va arribar en 1959 contractat pel desaparegut canal de televisió Radio Caracas Televisión per a produir l'espai humorístic Radio Rochela que es va iniciar com a segment del programa El Show de las Doce, després anomenat El Show de Saume, junt amb Cayito Aponte, Charles Barry, Elisa Parejo, José Cadavieco, César Granados (Bólido), Beto Parra, Manolo Malpica, el seu fill Eduardo Martínez del Box, Américo Navarro, Juan Ernesto López (Pepeto), entre d'altres.
En 1960 va produir Radio Rochela per a Radio Caracas Radio junt amb alguns dels artistes de l'espai televisiu. En 1964 va crear el Show de Joselo on era la principal figura l'actor còmic veneçolà Joselo. Uns pocs anys després, a causa d'un problema contractual amb Radio Caracas Televisión marxa juntament amb alguns integrants de l'equip de Radio Rochela, al canal 8 Cadena Venezolana de Televisión i continua la seva labor humorística en l'espai televisiu El programa sin nombre i després a Chisparates quan la cadena televisiva fou adquirida per l'Estat Veneçolà i la va denominar Venezolana de Televisión.
En 1968, Tito Martínez del Box i el productor de ràdio veneçolà Oswaldo Yépez van coincidir en un projecte de ràdio que fes una impressió innovadora per a Veneçuela. El 15 de maig de 1968, amb una inversió inicial d'un 1 milió de bolívars aportats per l'empresari Radamés Lebrón van comprar a Caracas l'estació d'Amplitud Modulada "La Voz de la Patria" propietat del religió veneçolà Monsenyor Jesús María Pellín i la rebatejaren com Radio Capital.
Després dels anys 70, es va retirar de la producció i direcció de Radio Rochela, i va tornar al seu país. Tornaria a Veneçuela, a mitjan anys 80 per a reprendre la producció d'aquest espai, fins que va decidir retirar-se de tota activitat i tornar a l'Argentina.

## Filmografia
- 1937: Muchachos de la ciudad, com Enrique
- 1943: El fabricante de estrellas
- 1948: Cuidado con las imitaciones
- 1949: Imitaciones peligrosas[9]